# Lycus trabeatus
Lycus trabeatus, nombre común de escarabajo de alas de red y cola, es una especie de escarabajo perteneciente a la familia Lycidae, originaria del este y sur de los Afrotrópicos y distribuido por la península arábiga. Son insectos diurnos, aposemáticos . Los adultos se alimentan de diversas flores y su néctar, mientras que las larvas viven debajo de la corteza de los árboles, en madera muerta o en detritos donde pueden vivir de hongos. 

## Distribución
Se sabe que se encuentra en Eritrea, Etiopía, la República Democrática del Congo, Tanzania, Namibia, Omán y Sudáfrica. Habita en bosques subtropicales, sabanas y pastizales.

## Descripción
Lycus trabeatus en su estadio adulto alcanza una longitud de aproximadamente 22 a 31 milímetros (0,9 a 1,2 plg). El pronoto tiene un centro negro y a,plios bordes anaranjados. Los élitros son negros en la base, en los lóbulos apicales y, a veces, a lo largo de los bordes dilatados. Los élitros tienen una forma variable, desde ampliamente expandidos con una constricción hacia el lóbulo apical, hasta intermedios o delgados. Las antenas negras son ligeramente aserradas. Los muslos son de color naranja y la parte inferior de las piernas es negra.